# 平原郡 (陝西省)
平原郡（へいげん-ぐん）は、かつて中国に存在した郡。北魏から隋初にかけて設置された。涇州の管轄とされた。
『隋書』地理志に北魏により設置されたと記載される。582年（開皇2年）に廃止された。

## 管轄県
- 陰盤県